# Gottlob Dietrich Miller
Gottlob Dietrich Miller, auch Gottlob Dieterich von Miller (* 26. Oktober 1753 in Ulm; † 1822 ebenda) war ein deutscher Jurist, der während des Studiums zum Mitgründer des Hainbundes in Göttingen wurde.

## Leben
Miller war der Sohn des Ulmer Rektors Johann Peter Miller. Zur Unterscheidung von seinem Vetter Johann Martin Miller (einem Enkel des Ulmer Predigers Johann Martin Miller (1693–1747), eines Bruders von Gottlob Dietrichs Vater) wurde Gottlob Dietrich von den Bundesbrüdern auch „kleiner Miller“ genannt. Er studierte von 1771 bis 1774 in Göttingen Jura und wohnte zu dieser Zeit mit seinem Vetter, der Theologie studierte, bei ihrem gemeinsamen Verwandten, dem Theologie-Professor Johann Peter Miller (1725–1789).
Mit seinem Vetter gehörte er am 12. September 1772 zu den Mitgründern des Hainbundes. Er war der Sekretär des Bundes, der das „Bundesjournal“ über die wöchentlichen Zusammenkünfte führte (heute im Besitz der Göttinger Staatsbibliothek). Als Dichter gehörte er zu den wenig produktiven. Im „Bundesbuch“, in dem Gedichte der Mitglieder gesammelt wurden, ist er mit 9 Gedichten vertreten. Johann Friedrich Hahn widmete ihm in der Sammlung Für Klopstock (1773) das Stück An Gottlieb Dietrich Miller beym Klavier (1772). Im Rahmen des von der Ossianbegeisterung der Zeit getragenen Barden-Kults der Gruppe nahmen die Mitglieder „bardische“ Pseudonyme an, so Miller den Namen „Bardenhold“.
1774 wurde er Ulmischer Subdelegationssekretär zur Visitation des Reichskammergerichts in Wetzlar. 1776 wurde er in Gießen zum Dr. jur. promoviert. Er wurde dann Ratskonsulent in Ulm, später Oberjustizrat in Ulm und Oberappellationsgerichtsrat in München, und wurde geadelt.